# Stallion Cars
Die Stallion Cars GmbH war ein deutscher Hersteller von Automobilen.

## Unternehmensgeschichte
Gunnar Haberstroh, Peter Karg und Ernst-August Walter gründeten Ende 1985 das Unternehmen in Nürnberg, indem sie Red Stallion aus den USA übernahmen, dessen Inhaber Henry William Herndon verstorben war. Im gleichen Jahr begann die Produktion von Automobilen. Der Markenname lautete Stallion. Der Verkauf erfolgte durch das Autohaus Schmidt. 1990 zog das Unternehmen nach Fürth. Es ist nicht bekannt, wann die Produktion endete. Die Löschung im Handelsregister erfolgte 2001.

## Fahrzeuge
Das Unternehmen stellte einen Nachbau des AC Cobra her. Auf einen Gitterrohrrahmen wurde eine Karosserie aus GFK montiert. Für den Antrieb sorgte ein V8-Motor von Chevrolet mit 5700 cm³ Hubraum und 300 PS Leistung. Die Höchstgeschwindigkeit war mit 255 km/h angegeben. Der Neupreis betrug 197.350 DM im Modelljahr 1988 und später 225.000 DM inklusive Lederausstattung und Klimaanlage.